# Opharus morosa
Opharus morosa là một loài bướm đêm thuộc phân họ Arctiinae, họ Erebidae.